# Sedum parvum
Sedum parvum är en fetbladsväxtart som beskrevs av William Botting Hemsley. Sedum parvum ingår i Fetknoppssläktet som ingår i familjen fetbladsväxter. Inga underarter finns listade i Catalogue of Life.